# Skånska Lasse
Theodor Lorentz Larsson, född 8 juni 1880 i byn Gylle på Söderslätt (nuvarande  Trelleborgs kommun), död 30 juni 1937 i Mjölby, var en svensk bondkomiker och visdiktare. Han var verksam under artistnamnet och pseudonymen Skånska Lasse.

## Karriär
Larsson arbetade som möbelsnickare i Malmö, och efter en kortare period i Stockholm flyttade han till Mjölby där han fick anställning vid en möbelfabrik. Han berättade själv att när han kom på ett roligt rim skrev han upp det på ett hyvelspån och stoppade det i fickan. 
Det var under tiden i Mjölby han inledde sin bana som bondkomiker. Han uppträdde ofta i långrock och blommig väst, spelande på sitt dragspel. Han utvecklade en talang för att skriva tillfällighetstexter om dagsaktuella händelser. 
Bland visor som Skånska Lasse skrev på 1920-talet var Johan på Snippen (Bondjazz) och Elektricitetsvisan.
En staty av honom i brons, skapad av konstnären K.G. Bejemark, invigdes i Kvarnparken i Mjölby år 1987, och en restaurang i staden bär hans namn.

## Privatliv
Larsson var gift två gånger och blev far till elva barn. Flera av dem blev också artister, bland andra Nils ("Lasse Mollby" 1907–1971), Margit (1909–1987), Walter ("Skånska Lasse J:r"), Rolf, Gun, Harry (1912–1967), Gunnar (1924–) och Stig (1929–1999).

## Visorna under senare tid
Elektricitetsvisan fick en renässans genom Tage Danielsson som framförde den i 88-öresrevyn (1970). Danielssons far hade varit vaktmästare på samlingslokalen Valhall i Vikingstad (mellan Mjölby och Linköping), där sången ska ha framförts av bondkomikern Åke Karlsson ("Eftersom han var populär i stora delar av Östergötland kallades han Hela Sveriges Åke Karlsson"). 
I 88-öresrevyn framför Tage Danielsson visan som avslutning på en monolog där han på sin bredaste östgötska har berättat om Hela Sveriges Åke Karlsson och skämtat om hur enkelt sinne för humor man hade förr i tiden.
Hasse å Tage skrev flera egna verser till visan och ändrade därmed visans tema, från att handla om elektricitet i allmänhet, till att handla om elransoneringen 1970. Visans sista vers handlar i Hasse å Tages version bl.a. om elektriska rakapparater och avslutas med den sedermera klassiska versraden "Jag raka' farfar i förrgår natt. När jag var klar med mustaschen, ur mörkret utropa' farmor glatt: "Åh, tack så hjärtligt för massagen!".
I filmen Abba – the Movie 1977 framför Benny Andersson och Abba:s musiker en instrumental version av Bonnjazz.
Skånska Lasse är upphovsman till Bolsjevikvisan som, på senare år, framförts av Sven Wollter, Timbuktu och C-O Ewers.

## Visor
- Arger och le
- Bonnjazz (Johan på Snippen) (1922)
- De rysliga bolsjevikerna
- Dunderexplosion
- Elektricitetsvisan
- Ett dragspel på jorden
- Johan på Snippens dammsugningsmaskin
- Johan på Snippens Ford
- Kronvraket (1919)
- Lasses första radiomaskin
- Motorcykelvisan
- Tjolanta Karlssons fästemän

## Skivinspelningar
- Amanda i bo'n
- Beväringens inryckning
- De rysliga bolsjevikerna
- Det gick bra när jag vänjde mej ve't
- Dunderexplosion
- Då gör ni vad ni ångrar
- En drängkammarlåt
- En rörande visa om Sven Svenssons Sven
- En smålandsvisa (Niklasson från Skrållebo)
- Inte kronvrak
- Inte så möcke så de gör nå't
- Johan på Snippen
- Katarina som for till Kina
- Kärlek och handklaver
- Me rocken å västen å byxorna
- Motorcykeln
- När ja' rykte in på hea (Hässelbysteppen)
- Rixdaxmans programtal
- Rocken, västen, byxorna och skorna
- Skall Lotta bli rksdagsman?
- Skånsk rekrytvisa
- Socialistera' ve' makta